# Urban Sonnet
『Urban Sonnet』（アーバン・ソネット）は、日本のバンド、OCEANLANEが2010年12月8日にリリースしたアルバム。

## 解説
- 『On my way back home』、『Kiss & Kill』、『Castle In The Air』、『Crossroad』に続くOCEANLANEの5thアルバム。

## 収録曲
1. Submarine Volcano
作詞作曲とメインボーカルは直江。
PVが制作された。
2. You're Just Everything
作詞作曲とメインボーカルは武居。
3. Gloria
作詞とメインボーカルは武居、作曲は武居と直江。
4. You're In A Cage
作詞作曲とメインボーカルは直江。
5. Singing In The Rain Again
作詞作曲とメインボーカルは武居。
6. Blue Satellite
作詞作曲とメインボーカルは直江。
7. Falling Down
作詞は武居と直江、作曲は直江、メインボーカルは武居。
8. Battleground (Unwarned Sound)
作詞作曲とメインボーカルは直江。
9. You Don't Belong To Me
作詞作曲とメインボーカルは武居。
10. Kites and Butterflies
作詞作曲とメインボーカルは武居。
11. The Ones
作詞作曲とメインボーカルは直江。
12. It's Alright
作詞作曲とメインボーカルは武居。
13. Start Today
作詞作曲とメインボーカルは武居。
14. Cries of the Wolves
作詞作曲とメインボーカルは直江。